# Dune (карткова гра)
«Dune» (укр. «Дюна») — наразі вже недоступна, колекційна карткова гра від видавництв «Last Unicorn Games», «Five Rings Publishing Group» і пізніше від «Wizards of the Coast». Показуючи всесвіт Дюни за мотивами романів Френа Герберта, гра протиставляє двох або більше гравців один проти одного, кожен з яких контролює не розвинутий дім, який змагається за вступ у «Ландшафт».

## Публікація
Спочатку випущена у 1997 році як «Dune: Eye of the Storm» (укр. «Дюна: Око бурі») партнерством видавничої групи «Five Rings» та «Last Unicorn Games», які домовились про ліцензію з компанією Herbert Estate і керували дизайном та художнім напрямом гри. Набір включав 301 карту, доступні як у стартових коробках, так і в бустер-пакетах. Попри те, що картки Ally та Homeworld були доступні лише у стартових коробках, не всі картки Ally були включені до даного стартера (тобто Piter de Vries, Liscia Theirese), що спричинило збірний/торгуваний елемент гри. Невелика кількість рекламних карток також була видана людьми, які вимагали додаткової інформації про гру до початкового виходу Eye of the Storm. Усі ці картки мають «Попередній перегляд» на лівій частині обличчя картки.
Коли пізніше того ж року «Wizards of the Coast» купила «Five Rings», Dune: Eye of the Storm зазнала серйозних змін. У програмі під назвою Rolling Thunder кожні два місяці виходили невеликі доповнення, названі «главами» гри. Вона повинна була підтримувати темп збору карток, але натомість вона призвела до високої частоти дублювання в бустерних пакетах і постійно мінливому конкурентному ландшафту.
Ще два повних комплекти, Dune: Judge of the Change (183 карти, що охоплюють прибуття Дому Атрідів на Арракіс) та Dune: Thunder at Twilight (178 карт, що охоплюють повернення Дому Харконненів на Арракіс), були випущені у 1998 році, але складний ігровий процес виявився занадто складним для молодих гравців, що призвело до краху Dune CCG. Ще два розширення, Dune: Second Moon Rising (The rise of Paul Atreides) і Dune: Fall of the Padishah (the defeat of Padishah Emperor Shaddam IV), були заплановані до випуску в 1998 році, коли гра була скасована.

## Ігровий процес
Гравці беруть на себе роль другорядних Домів, які змагаються за вхід у «Ландшафт». Їх спонсорує один з шести великих домів/фракцій (Дім Атрідів, орден сестер Бене Ґессерит, Дім Корріно, Фрімени, Дім Харконненов, або космічна Гільдія), і вони повинні вибрати один рідний світ і будь-яку кількість унікальних союзників і володінь, щоб скласти свою імперську колоду. У гравців також є колода домів, що містить не унікальні карти, які представляють їх помічників, персонал, обладнання, плани та тактику (карти випадкових подій також можуть бути включені в колоду домів).
The Judge of the Change ввів три нові фракції (Гільдія видобувачів прянощів, Союз продавців води та дюнні контрабандисти), і Грім в сутінках експансії містив модифіковані Дому Атрідів, Дім Корріно і Дім Харконненов стартові набори (зображають період в романі Дюна, коли Дім Атрідів захопив Арракіс у Харконненов).
Кожен гравець починає гру з рідного світу і невеликої кількості Соляриса. Союзники та холдинги імперської колоди змагаються через петицію в стилі аукціону, в той час як ресурси Хаус-колоди оплачуються і розгортаються з рук гравця.
Гравці нападають один на одного через інтриги, битви, арбітраж і дуельні ритуали, щоб отримати політичне становище і багатство. Союзники та помічники можуть брати участь в певному ритуалі тільки в тому випадку, якщо у них є талант до нього (зображений на їх карті). Коли гравець використовує розгорнутого союзника або помічника для атаки або захисту, він повинен натиснути на цю карту, і вона не може бути використана знову до наступного ходу. Однак це може залишити гравця відкритим для атаки з боку іншого гравця, тому стає важливим мати кілька елементів атаки та захисту, розгорнутих в будь-який час. Крім того, тактичні карти дозволяють одному гравцеві втручатися в атаку, що відбувається між двома іншими гравцями, і впливати на результат, не використовуючи нікого зі своїх союзників або помічників. Союзники та помічники, які зазнали поразки в атаці, зазвичай не видаляються з гри, а повертаються обличчям вниз і можуть бути Відроджені після декількох ходів.
Містичні елементи пророцтва і дивні шляхи Бене Ґессерит також можуть бути використані для значного просування свого порядку денного. Перемога може бути отримана, як тільки Дім гравця накопичує 10 або більше одиниць спецій і 10 або більше очок прихильності.